# Армиа-Мотор-Лориес
«Армиа-Мотор-Лориес» (англ. Army Motor Lorries) — лёгкий пулемётный бронеавтомобиль Вооружённых сил Российской империи. Строились британской фирмой «The Army Motor Lorries of Wagons» и конструктивно были подобны бронеавтомобилю «Шеффилд-Симплекс». Всего в 1915—1916 годах в Россию было поставлено 36 экземпляров бронеавтомобиля. Однако по результатам испытаний броневики были признаны непригодными для боевого применения и на вооружение Русской императорской армии приняты не были. Предполагавшаяся конверсия бронеавтомобилей в бронедрезины не состоялась из-за Октябрьской революции, однако единичные экземпляры машин в условиях нехватки бронетехники всё же применялись частями РККА в ходе Гражданской войны.